# 蜕皮激素受体
蜕皮激素受体（英語：ecdysone receptor，缩写EcR，或称为蜕皮酮受体）是节肢动物的一种核受体，代号NR1H1，调控其生长发育以及繁殖。受体与蜕皮激素结合后激活，与超气门蛋白（ultraspiracle protein，USP，核受体代号NR2B4）形成非共价异二聚体进入细胞核。在各种节肢动物中，昆虫的蜕皮激素受体研究地最为深入，并根据其结构开发了专门的选择性杀虫剂。